# Dãy núi Nakhon Si Thammarat
Dãy núi Nakhon Si Thammarat (tiếng Thái: ทิวเขานครศรีธรรมราช, Thio Khao Nakhon Si Thammarat) là phần kéo dài của dãy núi Tenasserim ở miền trung bán đảo Mã Lai. Dãy núi đá vôi và granite này dài khoảng 230 km, chạy theo hướng bắc - nam từ đông nam tỉnh Surat Thani qua phần phía đông tỉnh Nakhon Si Thammarat xuống giáp ranh tỉnh Phatthalung và tỉnh Trang. Đá ở đây được hình thành từ kỷ Permi và Trias. Đỉnh cao nhất của dãy núi là đỉnh Khao Luang cao 1.835 m. Các sông Trang và Tapi bắt nguồn từ dãy núi này. Các đảo Ko Tao, Ko Pha Ngan và Ko Samui có thể xem là phần phía bắc của dãy núi này.
Một vài khu bảo tồn thiên nhiên và rừng quốc gia đã được Chính phủ Thái Lan thành lập trên dãy Nakhon Si Thammarat, gồm:
- Công viên quốc gia Tai Rom Yen
- Công viên quốc gia Khao Luang
- Công viên quốc gia Khao Nan
- Công viên quốc gia Namtok Yong
- Công viên quốc gia Khao Pu - Khao Ya